# Francesco Venier

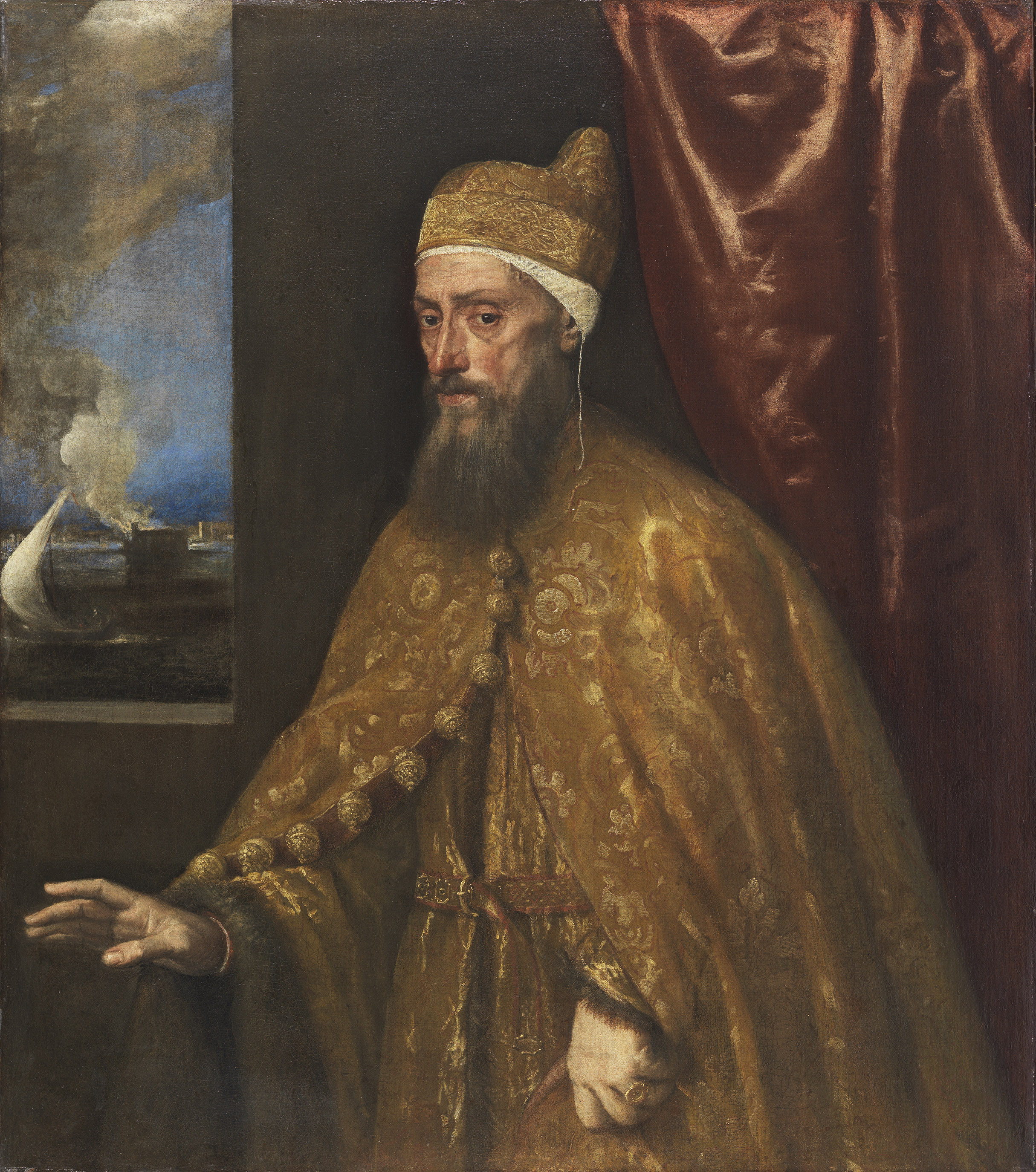
Tizian (zwischen 1554 und 1556): Francesco Venier, Öl auf Leinwand, 114 mal 99 cm, heute im Madrider Museo Thyssen-Bornemisza

Francesco Venier (* 1. November 1489 in Venedig; † 2. Juni 1556 ebenda) war nach der Zählweise der venezianischen Tradition, wie die staatlich kontrollierte Geschichtsschreibung der Republik Venedig meist genannt wird, von seiner Wahl am 11. Juni 1554 bis zu seinem Tod für knapp zwei Jahre der 81. Doge.
Venier, der Anfang 20 nach London reiste, füllte ab 1514 eine große Zahl von Ämtern aus, die ihn von Finanz- und Versorgungsfragen über das oberitalienische Gebiet Venedigs, die Terraferma, bis in den innersten Machtzirkel brachten. Auch unterstützte er aus eigenen Mitteln die Republik im Krieg gegen die Liga von Cognac, unterstützte Aufstände im Reich. 1542 bis 1545 war er Botschafter am päpstlichen Hof, 1550 wurde er zum Podestà von Verona gewählt. Sein kaum zweijähriges Dogenamt war durch eine Zeit relativen Friedens gekennzeichnet.

## Familie

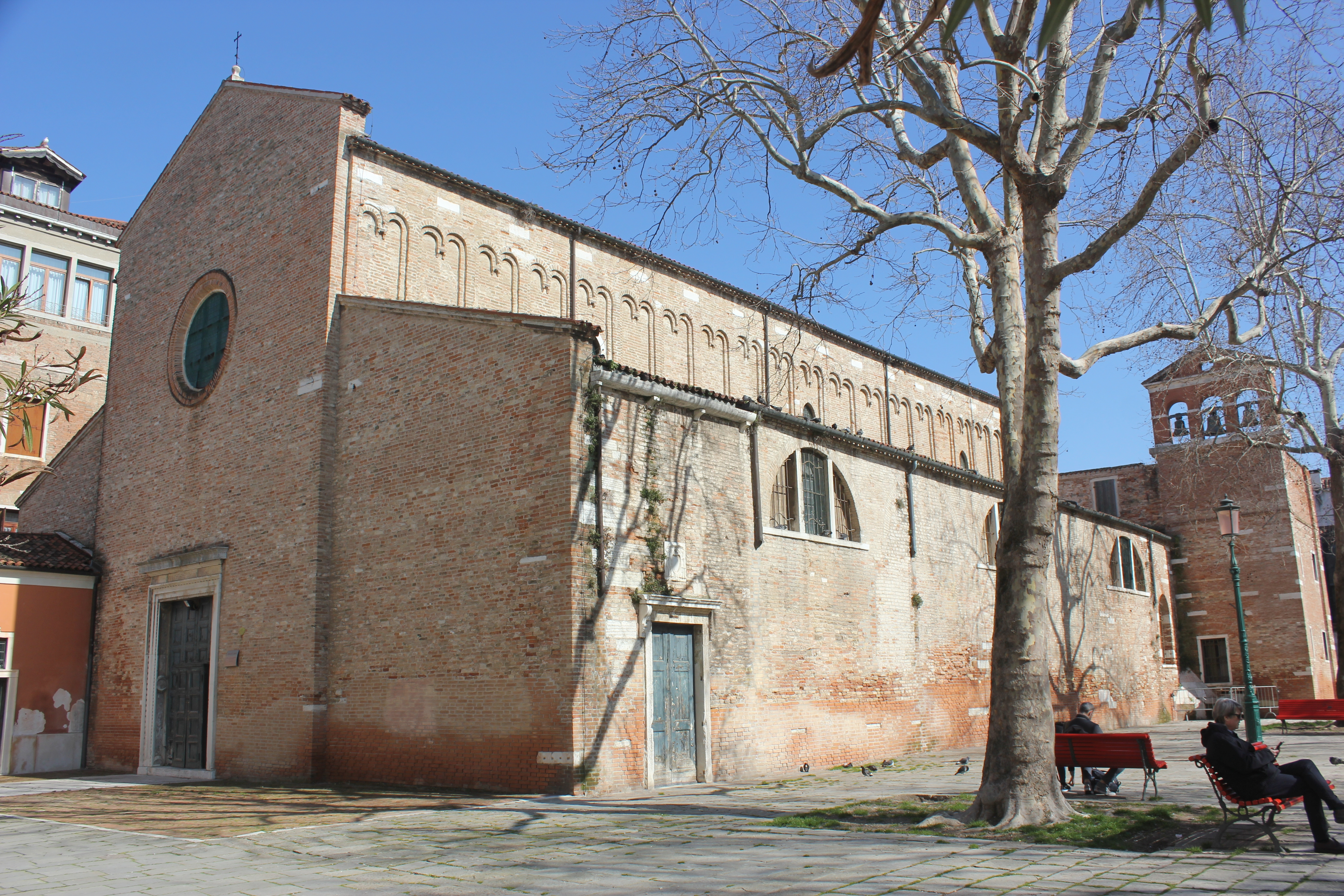
Die Kirche Sant’Agnese, deren Gemeinde Francescos Vater Giovanni entstammte, fotografiert 2018

Die Venier stellten mit Antonio Venier (1382–1400), Francesco Venier und Sebastiano Venier (1577–1578) drei Dogen, sowie 18 Prokuratoren und verschiedene Admiräle.
Francesco war der älteste Sohn des Giovanni Venier aus der Gemeinde S. Agnese (Dorsoduro) und der Maria Loredan, einer der vier Töchter des Dogen Leonardo Loredan. Die Mutter starb jedoch bereits, als Francesco acht Jahre alt war.

## Leben

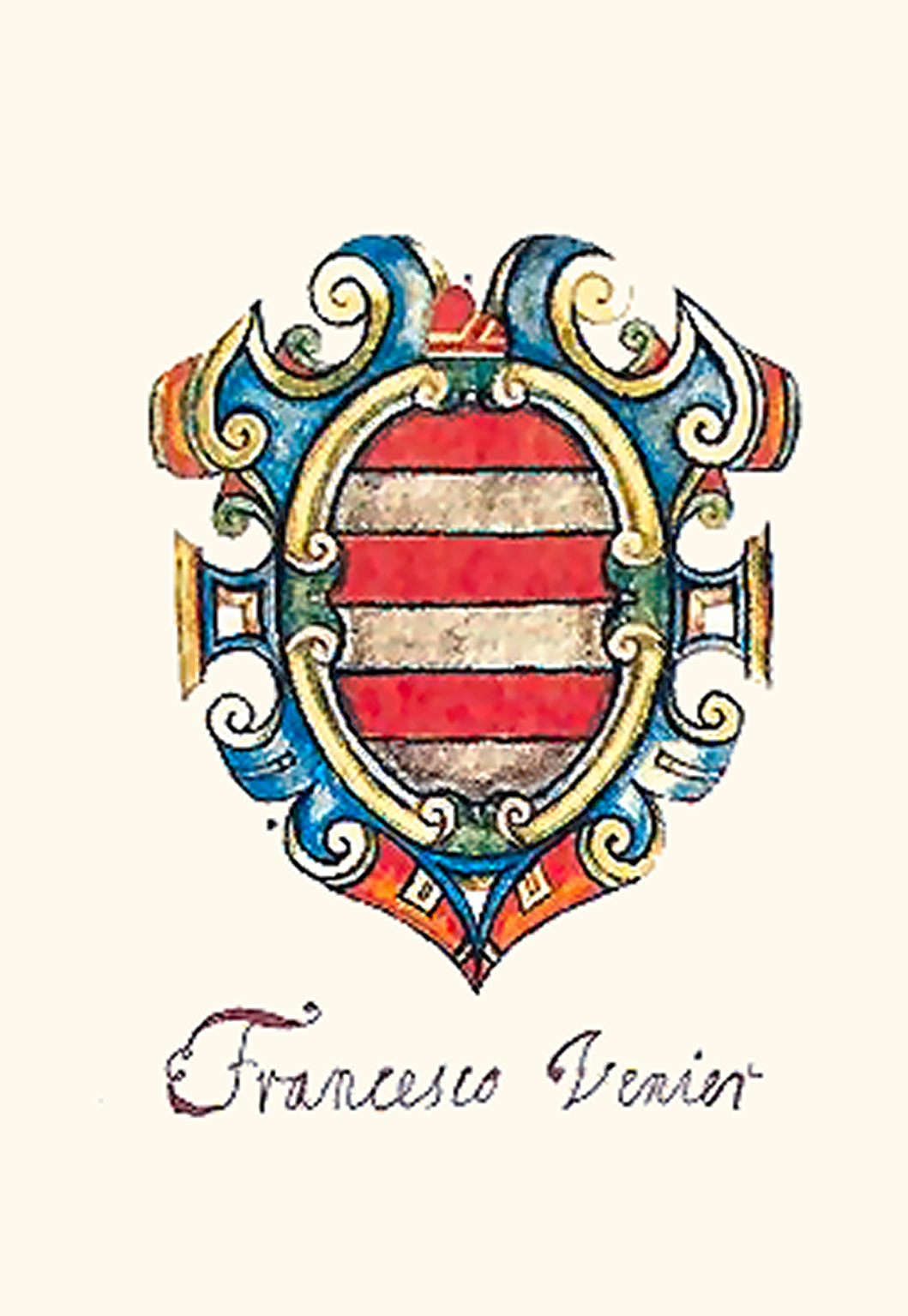
Wappen Francesco Veniers, 17. Jahrhundert

Francesco soll von eher schwacher Gesundheit gewesen sein, was ihn jedoch nicht davon abhielt, weite Handelsreisen zu unternehmen. So kehrte er am 26. September 1510 aus London zurück, wobei er durch Frankreich und Savoyen gereist war.

### Ämterlaufbahn

#### Ämter im Bereich der Staatsfinanzen (ab 1514), Terraferma (ab 1528), Friaul (ab 1533)
Eines der öffentlichen Ämter, die dem Adel vorbehalten waren und mit dem häufig der Cursus honorum begann, war das eines Savio agli Ordini. In dieses Amt wurde er für die Zeit von März bis September 1514 im Großen Rat gewählt. Zugleich beteiligte er sich an den Anleihen, die während der Kämpfe gegen die Liga von Cambrai aufgelegt wurden, um den Krieg zu finanzieren. Er selbst wurde schließlich sogar an der Camera degli Imprestiti beschäftigt (ab dem 14. Oktober 1515), dann zum Savio alle Decime (31. August 1516) gewählt und damit als Amtsträger für eine der üblichen Abgaben, die decima auf Immobilienbesitz, verantwortlich. Die Anerkennung seiner Kompetenz in Finanzfragen erwies sich darin, dass er am 24. Oktober 1517 zum Savio sulla riforma delle Decime gewählt wurde, um das staatliche Abgabengeflecht zu reformieren.
Am 1. Oktober 1522 wurde er zum Provveditore di Comun gewählt, am 11. März 1526 erneut zum Savio alle Decime, um am 29. Juni 1528 ein stärker politisch ausgerichtetes Amt zu übernehmen, nämlich das eines Savio di Terraferma. Damit war er für die Terraferma, das von Venedig in Besitz genommene oberitalienische Festland, zuständig. In diesem Amt bemühte er sich um Unterstützung für die verbündeten Franzosen gegen die Liga von Cognac, allen voran gegen das Römisch-deutsche Reich. Er schlug am 12. Juli 1528 eine Anleihe über 100.000 Dukaten vor; auch organisierte er auf dem Lido eine Versammlung der dalmatischen Reiterei in Gegenwart des Dogen, die zur Unterstützung für die besagten Verbündeten vorgesehen war. Er selbst war einer von denjenigen, die am 29. April 1529 aus ihrem privaten Vermögen dem Staat Geld liehen. Am 29. September wurde er erneut Verantwortlicher für die Terraferma, lehnte dafür andere Ämter ab.
Marin Sanudo bezieht sich in seinen Diarien immer wieder auf Interventionen Veniers, so etwa, als er sich 1529 gegen die Rückgabe Cervias und Ravennas an den Papst wandte, der vom Kaiser unterstützt wurde. Am 5. August verteidigte er den Bauernführer Michael Gaismair, der die kaiserliche Autorität in Tirol herausgefordert hatte, und der 1532 ermordet wurde.
Venier wurde am 29. November 1530 Savio agli Atti, am 18. Dezember wurde er zum Podestà von Brescia gewählt. Kaum war er im Mai 1531 an seinem Dienstort angekommen, wurde er abermals zum Savio di Terraferma gewählt. Anfang Mai 1532 kehrte er ohne nennenswerte Erfolge gegen die Spanier zurück, wurde wieder einmal Savio di Terraferma von September 1532 bis März 1533. Am 19. Juli misslang die Wahl zum Podestà von Padua ebenso wie die in weitere entsprechende Ämter, bis er am 22. März zum Statthalter in Udine bestimmt wurde, wo er eineinhalb Jahre blieb.

#### Innerster Machtzirkel: Rat der Zehn (ab 1536), Podestà von Padua (1537–1539)
Zum Savio alle Leggi, also für die Gesetze zuständig, wurde er am 11. Dezember 1535, womit er Anteil an den Gesetzesrevisionen hatte, die vom Dogen Andrea Gritti gefördert wurden. Damit begann Veniers Aufstieg im innersten Kreis, denn am 16. Januar 1536 wurde er in den Rat der Zehn gewählt. Am 3. Januar 1537 war er erneut Savio alle Leggi, doch schon am 2. April verließ er das Amt, um wieder Savio di Terraferma zu werden. Doch auch dieses Amt füllte er nur kurze Zeit aus, um am 10. Juni doch noch Podestà von Padua zu werden.
Seine Vermögenserklärung, die er 1537 abgab, erweist, auch wenn er in einem Mietshaus wohnte, sein erhebliches Vermögen. So besaß er erhebliche Ländereien im Gebiet von Piove di Sacco. Nach dem Ende seines Podestats in Padua trat er im Oktober 1539 wieder in den Rat der Zehn ein, wurde danach abermals Savio di Terraferma im ersten Halbjahr 1541, am 20. August 1542 wieder für den Zehnerrat nominiert.

#### Botschafter in Rom (1542–1545)
Am 29. September 1542 wurde er erstmals zum Botschafter erhoben, und zwar nach Rom zu Papst Paul III. Doch seine relazione, sein Abschlussbericht, ist nicht erhalten, und selbst seine Zwischenberichte, die dispacci, beginnen am 15. Dezember 1543 und enden am 24. Mai 1544. Viel zu berichten hatte er offenbar nicht, außer, dass sich der Papst mit der Zerrissenheit Europas auseinandersetzte, die verhinderte, dass ein Konzil einberufen wurde.

#### Rückkehr nach Venedig, weitere Ämter (1545–1554), Podestà von Verona (1550)
Nach Veniers Rückkehr nach Venedig wurde er bereits am 2. August 1545 wieder in den Rat der Zehn gewählt, dann wurde er am 9. August erstmals Consigliere ducale für das Sestiere di S. Croce. Der Reigen der höchsten Ämter setzte sich mit dem Amt des Savio del Consiglio in den ersten Halbjahren 1546, 1547, 1548 und 1549 fort. Am 6. August 1546 trat er einer Zonta des Rates bei, am 7. September 1547 und am 4. August 1549 wurde er wieder in den Rat der Zehn gewählt, dann 1550 und 1552 wieder in den Dogenrat.
Am 13. April 1550 wurde er zum Podestà von Verona gewählt, aber auch von diesem Amt existiert keine relazione. Am 25. Mai 1553 wurde er Correttore della Promissione ducale, dann war er unter den 41 Elektoren, den Dogenwählern, die Marcantonio Trevisan erhoben. Am 29. August war er einer der drei Savi sulla fabbrica del palazzo ducale, am 3. September gehörte er erneut zum Rat der Zehn, dann wieder war er Savio del Consiglio von Oktober 1553 bis zum 18. März 1554.

### Dogenamt, Testament

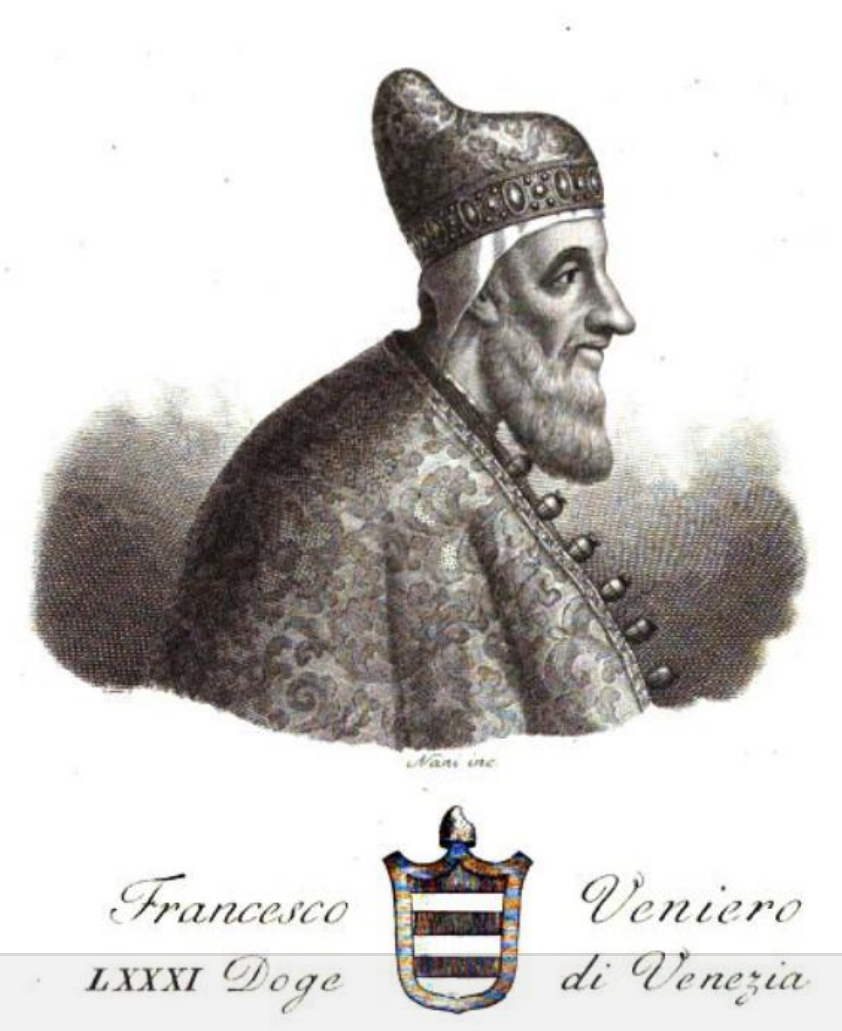
Porträt des Dogen aus den 1830er Jahren, Antonio Nani: Serie dei Dogi di Venezia intagliati in rame da Antonio Nani. Giuntevi alcuni notizie biografiche estese da diversi, Bd. 1, Merlo, Venedig 1840, o. S. (Google Books)

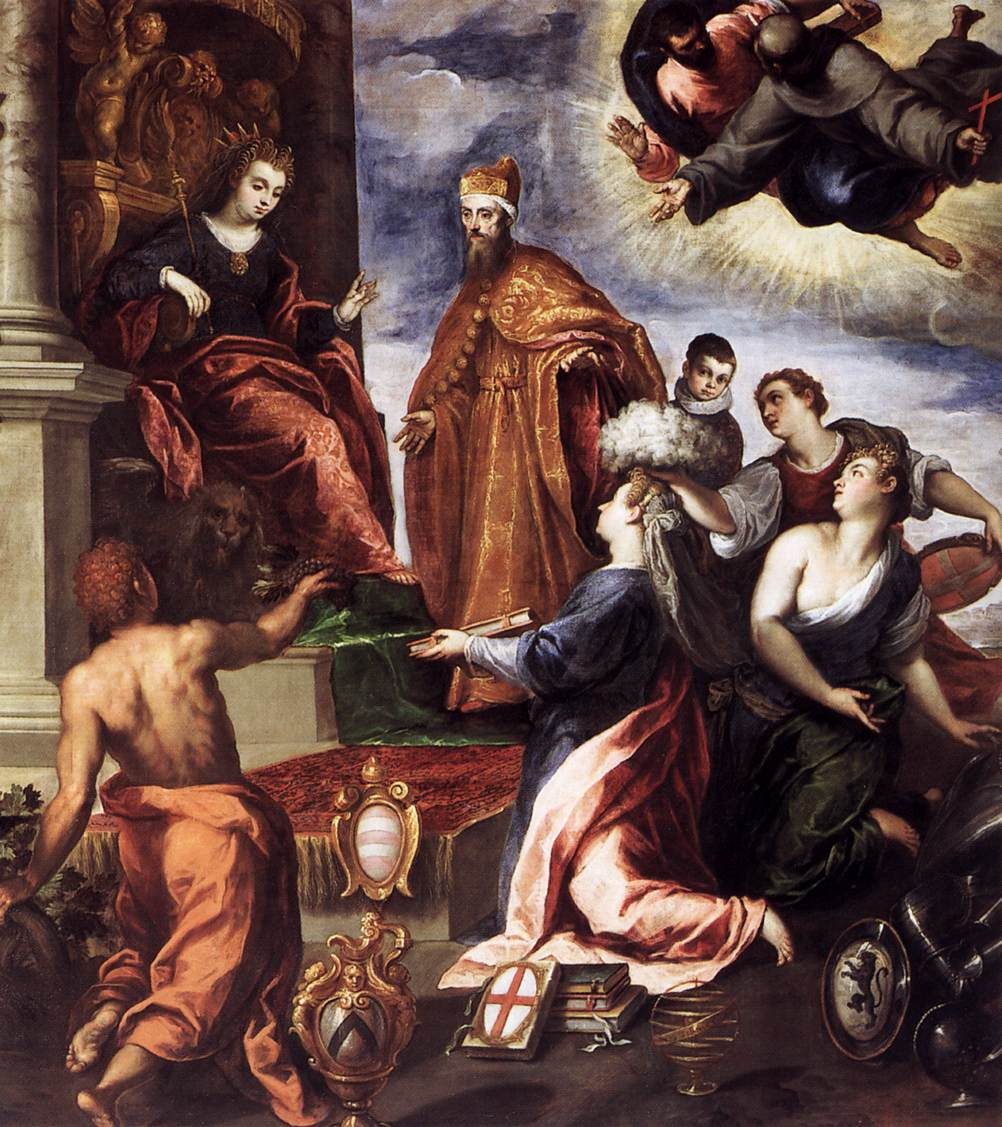
Jacopo Palma der Jüngere (1595): Der Doge Francesco Venier präsentiert Venetia die untergebenen Städte, Öl auf Leinwand, Sala del Senato, Dogenpalast

Venier wurde, obwohl er inzwischen schwer krank war und bald von zwei Männern gestützt werden musste, am 11. Juni 1554 in das Dogenamt gewählt. Während seiner Amtszeit ergingen zahlreiche Bauaufträge u. a. an die Werkstatt Jacopo Sansovinos. Außenpolitisch erlebte die Republik eine Zeit relativen Friedens.
Venier war unverheiratet und somit erbenlos. Daher hinterließ er sein Vermögen im Testament vom 18. Juli 1550 seinem Bruder Pietro. Dieser hatte Elisabetta Da Lezze 1527 geheiratet und das Paar hatte für den Fortbestand der Familie gesorgt.

## Grabmal

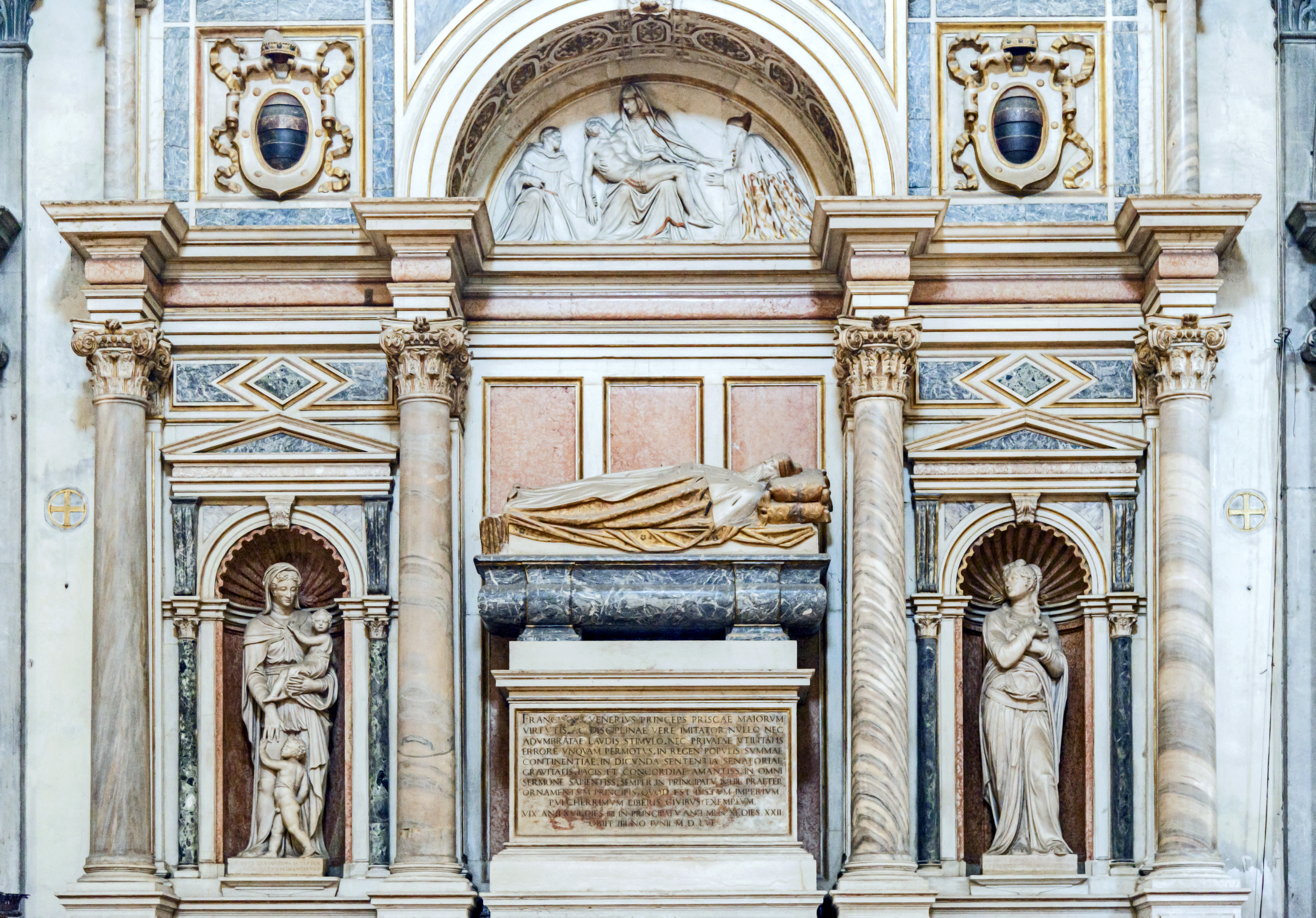
Grabmal des Francesco Venier im rechten Seitenschiff der Kirche San Salvador

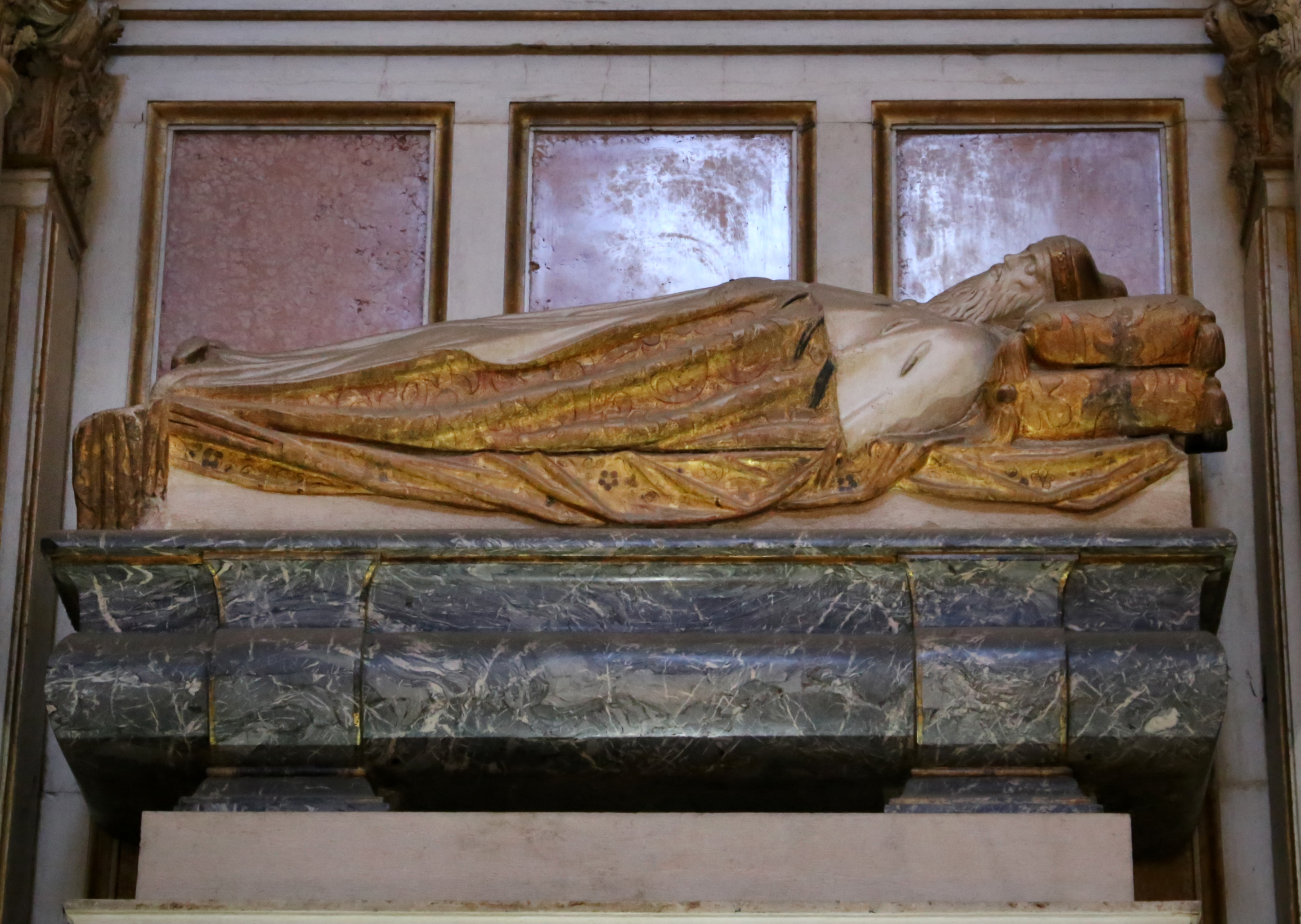
Jacopo Sansovino: Der liegende Doge im selben Grabmal

Sein Grabmal aus farbigem Marmor befindet sich in der Kirche San Salvatore. Es wurde nach den Entwürfen von Jacopo Sansovino zwischen 1557 und 1561 von dessen Werkstatt errichtet. Ein Relief mit der Darstellung einer Pietà und eine Statue der Personifikation des Glaubens sind von Alessandro Vittoria geschaffen worden, ebenso wie ein Votivbild des Dogen.
Noch in seinem ersten Testament hatte Francesco Venier ein bescheidenes Grab in San Francesco della Vigna vorgesehen. Das Grabmal am heutigen Standort sah erst sein Testament vor, als er bereits Doge war. Er akzeptierte die Zwänge der Repräsentation als Vertreter der Republik, doch beerdigt werden wollte er unter der Erde. Er unterschied also sorgfältig zwischen seinem Selbstverständnis als Doge und demjenigen als bloßer Mensch.